# Maria De Unterrichter Jervolino
Maria De Unterrichter Jervolino, född 1902, död 1975, var en italiensk politiker. 
Hon var parlamentsledamot 1948–1953.
Hon var vice utbildningsminister 1954–1958.